# Manfred Hiemer
Manfred Hiemer (München, 23 juni 1961 – 29 juli 2023) was een Duits rallynavigator.

## Carrière
Hiemer maakte in 1977 zijn opwachting als navigator in de rallysport. Hij navigeerde voor verschillende rijders, maar werd vanaf begin jaren negentig prominent toen hij naast Erwin Weber plaats nam. In 1991 wonnen ze met een fabrieksingeschreven Volkswagen Golf de titel in het Duits rallykampioenshap, en overtroffen dit vervolgens met de Europese titel in 1992, actief in een Mitsubishi Galant VR-4. Tussen 1994 en 1997 was hij met Weber actief bij het fabrieksteam van Seat, die op moment reden in de Formule 2 klasse in het Wereldkampioenschap Rally. Ze droegen onder meer bij aan de Formule 2 titel voor Seat in 1996 en 1997.
In 1998 werd Hiemer de navigator van Armin Schwarz en het duo kwam in 1999 terecht bij nieuwkomer Škoda, die dat jaar hun intrede maakte met de Škoda Octavia WRC. In drie seizoenen bleef succes een schaarste, maar een paar opvallende resultaten kwamen er wel, met als meest prominent hun derde plaats tijdens de Safari Rally in 2001. Vervolgens reden ze twee onsuccesvolle seizoen bij Hyundai, voordat ze in het seizoen 2004 terugkeerden bij Škoda, inmiddels actief met de Fabia WRC. Een enkele top tien finish werd uiteindelijk hun beste resultaat, en terwijl Schwarz het jaar daarop nog doorging bij Škoda, beëindigde Hiemer na afloop van het seizoen zijn actieve carrière als navigator.
Hij overleed op 62-jarige leeftijd.